# Subdivisions du Monténégro
Du point de vue administratif, le Monténégro est divisé 25 circonscriptions, comprenant la capitale Podgorica, l'ancienne capitale royale Cetinje, et 23 communes (opština en monténégrin), regroupant chacune une ville principale.
- Commune d'Andrijevica
- Commune de Bar
- Commune de Berane
- Commune de Bijelo Polje
- Commune de Budva

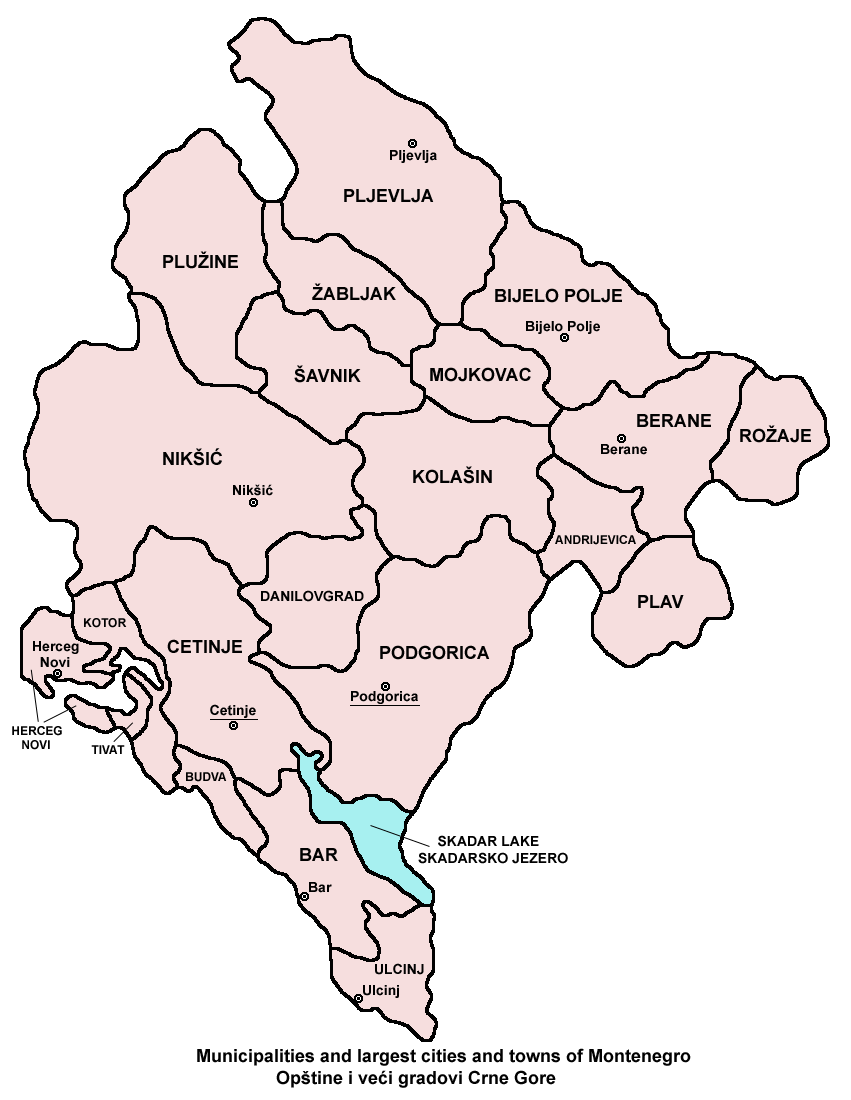
Carte présentant la division du Monténégro en communes

- Commune de Cetinje (ancienne capitale royale)
- Commune de Danilovgrad
- Commune de Gusinje (créée en 2014[2])
- Commune de Herceg Novi
- Commune de Kolašin
- Commune de Kotor
- Commune de Mojkovac
- Commune de Nikšić
- Commune de Petnjica (créée en 2013[3])
- Commune de Plav
- Commune de Plužine
- Commune de Pljevlja
- Commune de Podgorica (actuelle capitale)
- Commune de Rožaje
- Commune de Šavnik
- Commune de Tivat
- Commune de Tuzi (créée en 2018 par subdivision de Podgorica[4])
- Commune de Ulcinj
- Commune de Žabljak
- Commune de Zeta (créée en 2022 par subdivision de Podgorica[5])